# Oh My God
«Oh My God» — сингл американской группы Guns N' Roses, вышедший в 1999 году. Первый после 6-летнего молчания, первая песня группы в записи которой не принимали участия Слэш, Дафф Маккаган и Мэтт Сорум. Вошла в саундтрек фильма «Конец Света» с Арнольдом Шварценеггером. Стиль песни относят к индустриальному металу.
Эксл Роуз о песне:

В припеве говорится об общественном подавлении глубоких и серьёзных эмоций — некоторые из них могут с лёгкостью подходить к любой причине — подходящее выражение которых (одни провоцируют урегулирование, способствуют принятию позитивных решений) разочаровывало и часто отвергалось. В песне рассматривается несколько абстрактных перспектив личного выражения, как в фильме «End of Days», это метафоры.
Эту песню написал Пол Хьюг больше двух лет назад, Диззи Рид придумал музыкальный хук для куплета. Бывшие участники группы — Дафф МакКаган и Мэтт Сорум — не смогли увидеть потенциал этой песни и не проявили интереса к ней. Демо-версию я записал с новыми участниками группы, Джошем, Томми и Робином. Нам представилась благоприятная возможность представить эту песню, и выбор был очевиден. Мы более, чем благодарны музыкальному продюсеру фильма, мистеру Росвеллу, за его согласие использовать в фильме эту песню. Так же мы благодарны Арнольду.
Пол Хьюг, Гери Саншайн и Дэйв Наварро принимали в записи песни такое же участие, как и Робин Финк. Партия Робина была написана Полом и в значительной степени подкорректирована нашим продюсером Шоном Бивеном. Робин не участвовал в записи окончательной версии песни, хотя внёс свою лепту в аранжировку. А текст песни полностью написан мной. Дополнительные звуковые эффекты создал Стюарт Уайт.

Борьба добра и зла, положительного и отрицательного, человека и безличной, скрытой, неумолимой судьбы, борьба личного и всеобщего. Американская конституция даёт больший шанс борьбы за свои права, за свободу, чем во многих других странах.

«Oh My God» звучала в качестве саундтрека к фильму «End of Days», песня исполнялась на концертах только 4 раза в 2001 году.
В альбоме «Chinese Democracy» эта песня отсутствует.

## Музыканты
- Эксл Роуз — вокал
- Дэйв Наварро — гитара
- Гэри Саншайн — гитара
- Пол Тобиас — гитара
- Томми Стинсон — бас-гитара
- Джош Фриз — ударные
- Диззи Рид — клавишные
- Крис Питмен — клавишные